# Concours de poésie
Les concours de poésie sont des compétitions littéraires mettant en valeur la poésie.
En Europe, ils se développent à la fin du Moyen Âge et à la Renaissance. On qualifiait ces événements de « puys » (ou parfois de « palinods ») pour désigner des concours, mi-profane, mi-religieux, répandus dans le nord de la France, tout particulièrement en Normandie. 
Des concours de poésie existent aussi dans l'histoire de la littérature japonaise. Les utaawase sont des compétition de waka (poésie japonaise), durant l'époque de Heian.
On peut également citer les cantoria (repente) dans le Nordeste du Brésil qui sont des concours de poésie musicale, sous forme de joute chantée, sur fond d’improvisation.

## Historique

### Moyen Âge

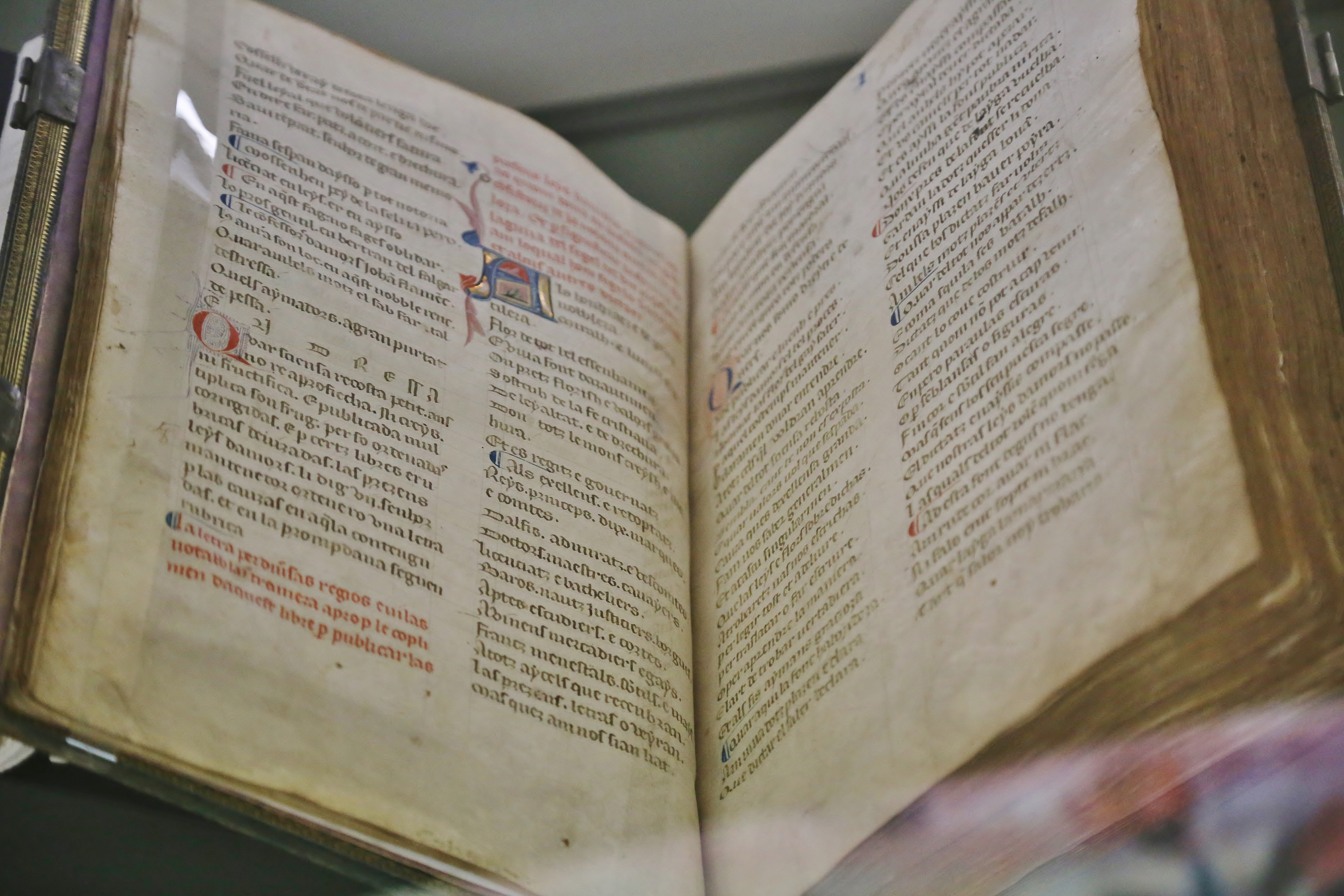
Las Leys d'amors, écrit de grammaire poétique composé au XIVe siècle par Guilhem Molinier pour servir de critère à la sélection des poèmes

Le concours de poésie de l’Académie de l’immaculée Conception créé dès le XIIe siècle à Rouen a connu un succès considérable pendant trois siècles d’existence, jusqu'à prendre un essor important au XVIIIe siècle. Ce mouvement académique est à l’origine d’une importante production de poésie.
Des joutes de poésie ont été établies à Caen en 1527 par un avocat du nom de Jean Le Mercier, à l'image de l'institution mise en place à Rouen plus tôt dans le Moyen Âge, au sein de la confrérie Notre Dame. L'intention était d'adresser des louanges à Marie en lui dédiant des poèmes. Durant la période des conflits autour de la réforme protestante, l'institution connut quelques soubresauts, la forme définitive se fixe au XVIIe siècle.
La compagnie des sept troubadours, qui deviendra la Consistori del Gay Saber, fondée en 1322 à Toulouse, développe des joutes oratoires pour faire vivre la langue d'oc. Pour constituer un jury et des critères de sélection, les dirigeants du consistoire des sept troubadours de Toulouse commandent à Guilhem Molinier un écrit de grammaire permettant de juger la qualité de versification et de rhétorique des poèmes. L'institution s'est pérennisée, ce qui a donné l'Académie des Jeux Floraux.

### Époque moderne
Un regain pour la poésie se développe au XIXe siècle, sous l’Empire. Les membres de l'Académie française animent l’espace littéraire en organisant des concours tous les ans. Ceux portant sur la poésie connaissent un grand succès, les Archives de l'Académie conservent de cette période un très grand nombre de manuscrits, mettant en place une forme de poésie académique, et l'émergence de la singularité du poète parmi les écrivains.

### Concernant la poésie
- Art poétique
- Concours littéraire
- Poésie chantée (Poésie courtoise)
- Trobairitz (forme féminine de troubadour)

### Contexte historique
- Littérature médiévale
- Littérature de la Renaissance
- Musique de la Renaissance